# Boozoo Bajou
Boozoo Bajou es un dúo musical alemán, formado por Florian Seyberth y Peter Heider. Se caracterizan por su distintiva mezcla de sonidos cajunes con ritmos isleños. Su primer álbum, Satta, fue lanzado en 2001. En 2005 lanzaron Dust My Broom. La lista de remixes de Boozoo Bajou para otros artistas incluye Common, Tosca, Trüby Trio y Tony Joe White.

## Discografía

### Álbumes de estudio
- Satta (2001)
- Dust My Broom (2005)
- Grains (2009)
- Coming Home (2010)
- 4 (2014)

### Recopilaciones
- Juke Joint (2003)
- Remixes (2003)
- Juke Joint Vol. II (2006)

### Apariciones en otras recopilaciones
- 1999: Glücklich III
- 2000: Om Lounge Volume 3
- 2001: Coffeeshop Volume 4
- 2001: Bar Lounge Classics Volume 01
- 2002: Bar Lounge Classics Volume 02
- 2003: Later - The Bee
- 2004: The Outernational Sound / Thievery Corporation
- 2004: Bar Lounge Classics Weekend Edition
- 2005: Impulsive! Revolutionary Jazz Reworked
- 2006: Brazilectro Session 8
- 2006: Hed Kandi - Serve Chilled
- 2007: The Bria Project - Poolside Affair Vol. 1
- 2009: Bar Lounge Classics Deluxe Edition